# منشية علوان
قرية منشية علوان هي إحدى القرى التابعة لمركز رشيد في محافظة البحيرة في جمهورية مصر العربية. حسب إحصاءات سنة 2006، بلغ إجمالي السكان في منشية علوان 4591 نسمة، منهم 2300 رجل و2291 امرأة.